# Abbaye de Saint-Pé-de-Bigorre
L'abbaye de Saint-Pé-de-Bigorre (ou Saint-Pé de Geyres, ou encore Saint-Pé de Génerès) est une abbaye bénédictine installée dans le village de Saint-Pé-de-Bigorre, sur la rive droite du gave de Pau, à dix kilomètres à l'ouest en aval de Lourdes, dans le département français des Hautes-Pyrénées.

## Historique
L'abbaye est fondée aux alentours de 1022 par des moines de Saint-Sever-de-Rustan. Appartenant à l'ordre de Cluny, elle prend rapidement de l'importance car elle est située sur un des quatre chemins de Compostelle qui franchissent à l'époque les Pyrénées : trois d'entre eux se réunissent à l'ouest à Ostabat et empruntent ensuite le col de Cize pour franchir la chaîne ; le quatrième venant de Saint-Gilles du Gard, Montpellier, Toulouse rejoint Oloron-Sainte-Marie avant d'emprunter le Somport, c'est à proximité de celui-ci que se trouve Saint-Pé-de-Bigorre.
Preuve de cette importance, l'église abbatiale, dédiée à saint Pierre et saint Paul (comme celle de Cluny), qui avait été consacrée en 1096, est agrandie dans le courant du siècle suivant.
Le monastère a cependant à souffrir des guerres de Religion : saccagé en 1569, il est sérieusement endommagé par le tremblement de terre de 1661. Les bâtiments sont reconstruits à une échelle bien plus modeste entre 1676 et 1681.
L'abbaye est achetée en mai 2017 et devient la « Maison maronite de la Mère de la Miséricorde » ; une restauration commence.

## Description
L'abbatiale romane, telle qu'elle s'est présentée entre le XIIe siècle et sa ruine aux XVIe et XVIIe siècles, d'une longueur totale de 65 mètres, était divisée en deux parties :
- à l'ouest, un chœur rectangulaire précédé d'une tour lanterne de style hispano-mauresque ; cette partie était réservée aux moines ;
- à l'est, une nef flanquée de bas-côtés et terminées par un chevet à absidioles ; cette partie était réservée aux fidèles.

Déjà sérieusement endommagée par les guerres de Religion, le tremblement de terre de 1661 l'anéantit encore plus en provoquant l'effondrement de la tour lanterne de la croisée du transept. De l'édifice roman, reconstruit bien plus modestement au XVIIe siècle, il ne reste que deux absidioles dans la partie orientale, un pan de mur du bas-côté méridional, un porche médiéval à l'ouest de celui-ci, et quelques éléments du transept sud. Quelques chapiteaux du cloître et de l'église, ainsi que des éléments du portail oriental détruit, sont encore conservés.

## Personnages liés à l'établissement
- Cardinal-archevêque de Milan Giovanni Montini (élu pape Paul VI en 1963) : le cardinal vint à Lourdes les 3 et 4 octobre 1962, à l'occasion d'un pèlerinage organisé par le journal milanais L'Italia[4]. Et ce 4 octobre, il visita l'ancienne abbaye de Saint-Pé-de-Bigorre[5].